# اودانتا سینگ
اودانتا سینگ (انگلیسی: Udanta Singh؛ زادهٔ ۱۴ ژوئن ۱۹۹۶) بازیکن فوتبال اهل هند است.
از باشگاه‌هایی که در آن بازی کرده‌است می‌توان به باشگاه فوتبال بنگالورو و باشگاه فوتبال مومبای سیتی اشاره کرد.
وی همچنین در تیم‌های ملی فوتبال India U19 و India U23 و هند بازی کرده‌است. 